# Tracey Adams
Tracey Adams (Severna Park, 6 giugno 1958) è un'ex attrice pornografica statunitense.

## Biografia
Proviene da una famiglia estremamente cattolica. Dopo aver frequentato un community college vicino a Baltimora, la Adams era divenuta una disc jockey per diverse radio. Trasferitasi sulla costa del Pacifico nel 1981, frequentò diversi corsi per conduttrice radiofonica e continuò a lavorare per stazioni californiane, compresa quella dell'Università della California di San Diego.
Non riuscendo a sfondare nel mondo delle radio ed essendo in difficoltà a pagare la retta al Musician's Institute di Hollywood, iniziò a posare nuda su diverse riviste e interpretò parti in topless per film di serie B come Lost Empire del 1983. Nel 1985 entrò nel cinema pornografico propriamente detto, nel film Make My Night, in cui apparve sulla copertina.

## Carriera
La Adams prese parte a film pornografici fino al 1999, venendo affiancata da molti dei più famosi interpreti dell epoca. Le pellicole furono complessivamente più di 200.
Il regista John Stagliano ha dichiarato che l'ispirazione per la sua serie Buttman gli venne da una scena con le natiche della Adams. La Adams guadagnò un AVN Award nel 1990 come migliore scena di spogliarello nel film di Stagliano Adventures Of Buttman.
La Adams era nota per la sua capacità d'interpretare con convinzione ruoli diversi. Adam Film World scrisse su di lei nel 1987, che poteva "maneggiare personaggi come poche altre attrici: convince nel ruolo di donna di cultura, può interpretare una scrittrice famosa (Lust on the Orient Express), una ragazza dell'alta società (Sins of the Wealthy 2), una principessa indiana (Soft, Warm Rain) come la madre di un ragazzo del college (2002: A Sex Odyssey) e una prostituta (Jacqueline)."
La Adams alla fine degli anni ottanta tentò di lasciare il mondo dell'hard per tentare la fortuna nell'ambito dei film di serie B non pornografici ma "R-rated" (in Italia "da bollino giallo"). La nuova carriera però non decollò mai e lei tornò ben presto a interpretare film pornografici, dove godeva di un'immagine consolidata.
Nel 1991, il Los Angeles Times le dedicò un articolo. "Anche se è di mente aperta, la Adams è tutt'altro che la spregiudicata atleta del sesso che i suoi fan amano immaginare. Si preoccupa per il crimine e la sovrappopolazione e beve due vodka medicinally ogni notte per dormire. Ha adottato a distanza due bambini del terzo mondo. Il bungalow che ha affittato a West Los Angeles potrebbe essere la casa di una qualsiasi impiegata di medio livello, ansiosa, che segue i programmi della PBS, a parte la collezione dei suoi film pornografici, nascosta dietro un'asse di legno e posta sullo scaffale più in alto di una stanza secondaria".
La Adams fa parte dell'AVN Hall of Fame sin dalla sua introduzione del 1995 e dal 2001 anche in quella degli XRCO.

## Vita privata dopo il ritiro
La Adams ha smesso d'interpretare film con regolarità dal 1992, anche se ha continuato ad apparire in ruoli marginali fino al 1999. Ha avuto per un certo tempo una relazione con le colleghe Amber Lynn e Ona Zee; con la Lynn è apparsa negli anni 1980 in spettacoli di spogliarello in Canada. Dopo aver chiuso col porno, ha continuato a studiare a Los Angeles. Ha concluso il corso di cinema e televisione alla UCLA e ha seguito corsi di improvvisazione teatrale presso la The Groundlings School of Improvisation e The Improv.

## Riconoscimenti
- AVN Awards
  - 1988 – Best Couples Sex Scene - Video per Made in Germany con Joey Silvera[8]
  - 1990 – Best Tease Performance per Adventures of Buttman[9]
  - 1995 – Hall of Fame[10]

- XRCO Award
  - 1988 – Best Copulation Scene per Pretty Peaches 2 con Peter North[11]
  - 2001 – Hall of Fame[12]

## Filmografia

### Cinema
- The Lost Empire, regia di Jim Wynorski (1984)
- Screen Test, regia di Sam Auster (1985)
- Wild Sex Stories (1985)
- The Backdoor Club, regia di Jack Remy (1985)
- Swedish Erotica 70 (1985)
- Make My Night, regia di Gerald Wayne (1985)
- Lucky in Love, regia di Stuart Canterbury (1985)
- Late After Dark, regia di Stuart Canterbury (1985)
- Eatin' Alive, regia di J. Angel Martine (1985)
- 2002: A Sex Odyssey, regia di Tom Morton (1985)
- The Ultimate Lover, regia di Thomas Paine (1986)
- Peeping Tom, regia di Gary Graver (1986)
- Sexline, You're on the Air, regia di Ned Morehead (1986)
- Pleasure Maze, regia di Duck Dumont (1986)
- Hot Seat, regia di Damon Christian (1986)
- Lust on the Orient Xpress, regia di Tim McDonald (1986)
- Turkish Delight (1986)
- Shades of Passion, regia di Jack Remy (1986)
- Sailing Into Ecstasy, regia di Eric Edwards (1986)
- Revenge of the Babes, regia di David DeCoteau (1986)
- Revenge of the Babes II (1986)
- Revenge by Lust, regia di Mark Novick (1986)
- Mouth Watering, regia di Thomas Paine (1986)
- Lovers Lane, regia di Duck Dumont (1986)
- Lottery Fever, regia di Vinnie Rossi (1986)
- Dangerous Desires (1986)
- Chastity Johnson, regia di Scotty Fox (1986)
- Caught in the Middle, regia di Gerald Wayne (1986)
- Angels of Passion, regia di Jerome Bronson (1986)
- Amazing Sex Stories, regia di Vinnie Rossi (1986)
- 4 Adults Only (1986)
- Weird Fantasy (1987)
- Le Hot Club, regia di John T. Bone (1987)
- Hot Numbers, regia di Peter Anglish e Mike Vidor (1987)
- Double Game 2, regia di Giorgio Grand (1987)
- Cosce bollenti (Pretty Peaches 2), regia di Alex de Renzy (1987)
- Carne bollente, regia di Riccardo Schicchi (1987)
- Supermaschio per mogli viziose (The Devil in Mr. Holmes), regia di Giorgio Grand (1987)
- Jacqueline, regia di David DeCoteau (1987)
- WPINK-TV 3, regia di Wolfgang Gower (1987)
- Wet Dreams 2001, regia di Fred J. Lincoln (1987)
- Tracy Takes Paris, regia di John T. Bone (1987)
- Tracey and the Bandit (1987)
- The Sex Detective (1987)
- The Mischief Maker, regia di Duck Dumont e Charles Webb (1987)
- Student Affairs, regia di Chuck Vincent (1987)
- Strange Love, regia di John T. Bone (1987)
- Sins of the Wealthy 2, regia di Naomi Goldsmith e Jane Waters (1987)
- Sex World Girls, regia di Ron Jeremy (1987)
- Sex Derby, regia di Roy Karch (1987)
- Pleasure Game, regia di Duck Dumont e Charles Webb (1987)
- Nicki, regia di Henri Pachard (1987)
- Monkey Business, regia di Stuart Canterbury (1987)
- Love Probe, regia di John Triola (1987)
- Introducing Barbii, regia di Dick Shepherd (1987)
- Have Body Will Travel (1987)
- Grafenberg Girls Go Fishing, regia di Jim Mitchell (1987)
- Dream Lovers, regia di Duck Dumont e Charles Webb (1987)
- Una scatenata moglie insaziabile, regia di Giorgio Grand (1988)
- Una moglie molto infedele, regia di Giorgio Grand (1988)
- Addicted to Love, regia di Paul Thomas (1988)
- Detective Transex, regia di Lorenzo Onorati (1988)
- Rhine Waltz, regia di Fred J. Lincoln (1988)
- Rachel Ryan RR (1988)
- Piece of Heaven, regia di Wolfgang Gower (1988)
- Object of My Desire (1988)
- Mrs. Robbins, regia di Fred J. Lincoln (1988)
- Mister Billion's Dollar Babies, regia di Fred J. Lincoln (1988)
- Mammary Lane (1988)
- Leave It to Cleavage, regia di Sky Henderson (1988)
- Il vizio preferito di mia moglie, regia di Giorgio Grand (1988)
- I Cream of Genie, regia di Duck Dumont e Charles Webb (1988)
- Hot Nights, Dirty Days, regia di John T. Bone (1988)
- English Girls Do (1988)
- Deep Blue, regia di Arduino Sacco (1988)
- Classic Pics, regia di Anthony Spinelli (1988)
- Amanda by Night 2, regia di Jack Remy (1988)
- Femmine bizzarre, regia di Lorenzo Onorati (1989)
- Too Hot to Handle (1989)
- The Joy of Sec's (1989)
- The End of the Innocence, regia di Richard Mailer (1989)
- Sextectives (1989)
- La ceinture de chasteté, regia di Michel Ricaud (1989)
- Introducing Charli (1989)
- Hawaii Vice 5, regia di Ron Jeremy (1989)
- Hawaii Vice 6, regia di Ron Jeremy (1989)
- Girl Crazy, regia di Ron Jeremy (1989)
- Gang Bangs II, regia di John Stagliano (1989)
- Fondle with Care (1989)
- Eravamo così, regia di John Mills (1989)
- Enrapture, regia di Chuck Vincent (1989)
- Educating Kascha, regia di Ron Jeremy (1989)
- Clinique, regia di Fred J. Lincoln (1989)
- Army Brat 2, regia di Paul Thomas (1989)
- Hands Off, regia di Anthony Spinelli (1990)
- I sogni più pazzi (Wildest Dreams), regia di Chuck Vincent (1990)
- Le superscatenate (The Whore), regia di Alex de Renzy (1990)
- Swingers Ink, regia di Michael Craig (1990)
- Strangers When We Meet (1990)
- Sleepwalker (1990)
- Sex Machine (1990)
- Santa Comes Again, regia di Milton Ingley (1990)
- Prendilo ... per la gola, regia di Sam Fox (1990)
- Porn on the Fourth of July, regia di Gordon Vandermeer (1990)
- Naughty 90's, regia di Gordon Vandermeer (1990)
- Monaco Falcon, regia di Henri Pachard (1990)
- Killer, regia di Kit Carson (1990)
- I Ream a Genie (1990)
- Heraldo: Streetwalkers of NY, regia di Milton Ingley (1990)
- Eternity, regia di Scotty Fox (1990)
- Dirty Little Movies (1990)
- Denim Dolls 2, regia di Gordon Vandermeer (1990)
- Cocktails, regia di Charlie Diamond e Pat Ruby (1990)
- Candy Stripers 4, regia di Stuart Canterbury (1990)
- Blonde Ice (1990)
- Blame It on the Heat, regia di Frank Thring (1990)
- Bi Bi Baby, regia di Gordon Vandermeer (1990)
- As the Spirit Moves You, regia di Michael Craig (1990)
- De Blond, regia di Brandy Alexandre e John Stagliano (1991)
- Salopes en mini sans culotte, regia di Alain Payet (1991)
- Licensed to Thrill, regia di Henri Pachard (1992)
- Confessions 2 (1992)
- Dirty Argus spritzt zurück: Die Magnum in der Hose, regia di Walter Molitor (1993)
- Spielzeug des Teufels (1993)
- Diamond XX, Vol. 71 (1993)
- Adam & Eve Guide to G-spot Orgasm, regia di Bud Lee (1993)
- Big-Titted Tarts (1994)

### Video
- Marina Heat, regia di Jack Remy (1985)
- Campus Cuties, regia di Paul Vatelli (1985)
- Balling for Dollars (1985)
- Gettin' Ready, regia di Jerome Bronson (1986)
- Nudes at Eleven, regia di Damon Christian (1986)
- Goddess of Love, regia di Bob Chinn (1986)
- Wimps - Studiosi, sfigati e porcelloni... (Wimps), regia di Chuck Vincent (1986)
- Visions of Jeannie, regia di Jonathan Burroughs (1986)
- Sex loto (Lottery Lu$t), regia di Patti Rhodes-Lincoln (1986)
- Sex F/X (1986)
- Rears, regia di Henri Pachard (1986)
- Dirty Dreams, regia di Jerome Bronson (1986)
- Depraved Innocent, regia di Jonathan Burroughs (1986)
- Dangerous Desire, regia di Lawrence T. Cole (1986)
- Cherry Tricks, regia di Ned Morehead (1986)
- Weird Fantasy (1986)
- Pleasure Maze, di Duck Dumont (1986)
- Sexline, You're on the Air, di Ned Morehead (1986)
- Wet Shots: The Best of Taija Rae Volume 2 (1987)
- Ramb-Ohh: The Sex Platoon, regia di Wolfgang Gower (1987)
- Night Games, regia di John T. Bone (1987)
- Moonlusting, regia di Henri Pachard (1987)
- Moonlusting II, regia di Jerome Tanner (1987)
- Dirty Pictures, regia di Duck Dumont e Charles Webb (1987)
- Tracey's Love Chamber, regia di Ron Jeremy (1987)
- The Torrid Zone, regia di Peter Anglish (1987)
- The Baroness, regia di John T. Bone (1987)
- Talk Dirty to Me (Part Five), regia di Henri Pachard (1987)
- Tailspin (1987)
- Red Hot Fire Girls (1987)
- Hotline 976, regia di Fred J. Lincoln (1987)
- Girls of the Double D 7, regia di John Stagliano (1987)
- Electric Blue 55 (1987)
- Electric Blue 56 (1987)
- Big Melons 10 (1987)
- Angel Gets Even, regia di Paul Thomas (1987)
- American Nympho in London, regia di John T. Bone (1987)
- This Is Your Sex Life, regia di Wolfgang Gower (1988)
- Sex Sluts in the Slammer, regia di John T. Bone (1988)
- Lez'be Friends, regia di John T. Bone (1988)
- Lets Get Wet, regia di Duck Dumont, Charles Webb (1988)
- Les charmes secrets de Miss Todd, regia di Didier Philippe-Gérard (1988)
- Invasion of the Samurai Sluts from Hell!, regia di John T. Bone (1988)
- Fatal Seduction, regia di Don Turner (1988)
- California Native, regia di Jerome Bronson e Wolfgang Gower (1988)
- Air Erotica (1988)
- Beauty and the Beast, regia di Paul Thomas (1988)
- The Great Sex Contest, regia di Ron Jeremy (1988)
- Sex Asylum III, regia di Paul Thomas (1988)
- Pleasure Principle, regia di Ron Jeremy (1988)
- Oral Majority 6 (1988)
- Mémoires d'une jeune servante, regia di Michel Ricaud (1988)
- Hard-Core Cafe, regia di John T. Bone (1988)
- Bimbo Cheerleaders from Outer Space!, regia di John T. Bone (1988)
- Back to Rears, regia di Paul Thomas (1988)
- The Big Thrill, regia di Alex de Renzy (1989)
- Talk Dirty to Me: Part 7, regia di J.T. Monroe (1989)
- Pretty Peaches 3: The Quest, regia di Alex de Renzy (1989)
- Lust College (1989)
- Girls of the Double D 9, regia di John Stagliano (1989)
- Deep Throat III, regia di Jerome Bronson (1989)
- Busted, regia di Gordon Vandermeer (1989)
- The Adventures of Buttman, regia di John Stagliano (1989)
- Splash Shots, regia di Ron Jeremy (1989)
- Soft Warm Rain, regia di Eric Edwards (1989)
- Nasty Nights, regia di Charles Webb (1989)
- Made in Germany, regia di Paul Thomas (1989)
- Lips on Lips, regia di Bruce Seven (1989)
- Legal Tender, regia di Buck Adams (1989)
- International Phone Sex Girls, regia di John T. Bone (1989)
- Hotel Paradise, regia di Gordon Vandermeer (1989)
- Hard Sell, regia di Gerald (1989)
- Girl World: Part III, regia di Charles Webb (1989)
- Girls of the Double D 10 (1989)
- Girls of the Double D 12 (1989)
- Girls of the Double D 13, regia di Gordon Vandermeer (1989)
- Flame (1989)
- Deep Inside Barbii, regia di Jack Stephen (1989)
- A Lacy Affair 3 (1989)
- The Future Is Yours, regia di Paul Rusch (1990)
- Elle préfère les vieux, regia di Michel Ricaud (1990)
- All the Right Motions, regia di J.T. Monroe (1990)
- Victoria Paris Sizzles (1990)
- St. Tropez Lust, regia di Henri Pachard (1990)
- Sexterror, regia di Michel Ricaud (1990)
- Private and Confidential, regia di Stuart Canterbury (1990)
- It's in the Jeans, regia di Scotty Fox (1990)
- Introducing Victoria Paris (1990)
- Eat 'Em and Smile!, regia di Scotty Fox (1990)
- Breakfast with Tiffany, regia di Charlie Diamond (1990)
- Beauty and the Beast: Part II, regia di Paul Thomas (1990)
- Aussie Exchange Girls, regia di Aja (1990)
- Talk Dirty to Me: Part Six, regia di Henri Pachard (1991)
- Oral Majority 8, regia di Tommy Jackson (1991)
- Nude Aerobics, regia di Ken Osborne (1991)
- Napoli - Parigi, linea rovente 1, regia di Mario Salieri (1991)
- Les Putes de l'autoroute, regia di Michel Ricaud (1991)
- X Factor: The Next Generation, regia di Charles Grey (1991)
- Valleys of the Moon, regia di Charles Grey (1991)
- Souris d'hôtel, regia di Michel Ricaud (1991)
- Photos Passions, regia di Michel Ricaud (1991)
- Napoli - Parigi, linea rovente 2, regia di Mario Salieri (1991)
- I Want to Be Nasty! (1991)
- French Connexxxion, regia di Henri Pachard (1991)
- Dr. Hooters, regia di Duck Dumont (1991)
- D-Cup Dating Service (1991)
- Dark Corners, regia di Michael Craig (1991)
- Chicks: No Dicks (1991)
- Buttman's Big Tit Adventure, regia di John Stagliano (1991)
- All Night Long, regia di Hal Freeman (1991)
- X Dreams, regia di Gordon Vandermeer (1992)
- Lethal Passion, regia di Buck Adams (1992)
- Play It Again... Samantha!, regia di Fred J. Lincoln (1992)
- Mind Trips, regia di Stuart Canterbury (1992)
- Hard Talk, regia di Michael Craig (1992)
- Flying High with Rikki Lee, regia di Ron Jeremy (1992)
- Big Bust Babes 8 (1992)
- Jetstream, regia di John T. Bone (1993)
- Tracey's Academy of DD Dominance, regia di Henri Pachard (1993)
- Too Hot to Touch 2, regia di Bud Lee (1993)
- Starbangers 4 (1993)
- Squirt: The Cumming of Sarah Jane, regia di John T. Bone (1993)
- Girls School (1993)
- Gang Bang Cum Shots 2, regia di John T. Bone (1993)
- Double D Domination, regia di Henri Pachard (1993)
- Diamond Collection Double X 71 (1993)
- Big Bust Babes 13 (1993)
- The Enema Bandit, regia di Fred J. Lincoln (1994)
- The Domination of Summer 2, regia di Fred J. Lincoln (1994)
- Racquel's Treasure Hunt, regia di Gordon Vandermeer (1994)
- Pussy Job (1994)
- Leatherbound Dykes from Hell, regia di Patti Rhodes-Lincoln (1994)
- Flame's Bondage Bash, regia di Patti Rhodes-Lincoln (1994)
- Enema Obedience 2, regia di Fred J. Lincoln (1994)
- Big Bust Babes 20 (1994)
- A Weekend in Bondage, regia di Patti Rhodes-Lincoln (1994)
- Nikki's Nightlife, regia di John T. Bone (1995)
- The Enema Bandit Returns, regia di Fred J. Lincoln (1995)
- Love in the Great Outdoors: Racquel Darrian (1995)
- Wild Wild Chest 3 (1996)
- High Heeled Dreams (1999)
- Big Tops 2 (2000)

### Televisione
- La femme en noir, regia di Michel Ricaud (1988)

### Regista
- Aussie Maid in America (1990)